# Моряк Джерри
Моряк Джерри (англ. Sailor Jerry); 14 января 1911, Рино, Невада — 12 июня 1973, Гонолулу), настоящее имя Норман Кейт Коллинс — американский татуировщик, пользовавшийся репутацией одного из самых значительных мастеров своего времени.
Оказал чрезвычайное влияние на развитие искусства татуировки в XX веке, считается отцом-основателем стиля олд скул — татуировок небольшого формата с крупными контурами и несколькими простыми цветами, которую можно набить в достаточно короткие сроки.

## Биография и творчество
Родился в 1911 году. В возрасте 19 лет попал во флот. Особенное воздействие на него оказало искусство татуировки Юго-Восточной Азии, и, уйдя в отставку, Моряк Джерри открыл свой первый тату-салон в Гонолулу, где его клиентами стали моряки и солдаты. Кроме того, считается, что мастер активно татуировал во время своей службы на флоте в различных портах, где ему доводилось ступать на берег.
Тип татуировок и набор сюжетов, созданные Моряком Джерри в 1930-40-х годах, быстро приобрел популярность и вывел его на новый уровень, сделав законодателем стиля. Изображения включают пронзённые сердца, крылатые кинжалы, якоря, ласточек, русалок, грудастых девиц и прочее — с обобщенными силуэтами и яркими цветами. До конца своей жизни проработав в Гонолулу, Моряк Джерри стал, наряду с пинапом, своего рода символом своего времени и нового этапа развития американского народного искусства, украсив своими работами тысячи американских моряков, побывавших на Гавайях в течение Второй мировой войны. Татуировки, созданные Моряком Джерри, характеризуются соединением тем грубых морских наколок и полихромной техники дальневосточного боди-арта. Более того, считается, что он был первым, кто познакомил американских татуировщиков с ремесленными секретами японских мастеров.
Good tattoos are not cheap, and cheap tattoos are not good. 
 	
Хорошие татуировки не дёшевы, а дешёвые татуировки не хороши. 
(Девиз Моряка Джерри)
Мастер расширил палитру цветов, доступную татуировщикам, создав несколько собственных безопасных пигментов. Изобрел иглу, вносящую пигмент в кожу с гораздо меньшим травматизмом. Кроме того, он был одним из первых, кто начал использовать одноразовые иглы и стерилизацию оборудования на медицинском уровне.

## Торговая марка
Созданные Моряком Джерри графические изображения подпадают под защиту законов об авторском праве, хотя в большинстве тату-салонов по всему миру его образцы воспринимаются как «народное творчество». Права на своё имя и работы Моряк Джерри оставил татуировщикам Эду Харди (Ed Hardy) и Майку Мелоуну (Mike Malone), также ставшим заметными фигурами в своем ремесле. В 1999 году они основали небольшую компанию Sailor Jerry Ltd., выпускающую одежду и сувениры, украшенную изображениями, созданными Моряком Джерри. Кроме того, фирма выпускает ром «Sailor Jerry», этикетка которого украшена рисунком мастера — гаитянской девушкой.

## Кинофильм
- «Hori Smoku Sailor Jerry: The Life of Norman K. Collins» — документальный телефильм, 2008 г.[3]